# Campeonato Sudamericano de Voleibol Masculino Sub-21 de 2016
El XXIII Campeonato Sudamericano de Voleibol Masculino Sub-21 de 2016 es un torneo de selecciones sudamericanas de jugadores de hasta 21 años que se llevó a cabo en Bariloche (Argentina), del 19 al 23 de octubre de 2016. El torneo es organizado por la Confederación Sudamericana de Voleibol (CSV) y otorga un cupo para el Campeonato Mundial de Voleibol Masculino Sub-21 de 2017.

## Sede
El torneo se llevó a cabo en el Estadio Pedro Estremador de la ciudad de Bariloche, Río Negro.

## Formato de disputa
El torneo cuenta con un grupo único y con tres turnos de juegos diarios en formato de todos contra todos.
Sistema de puntuación:
- Victoria 3-0 o 3-1: 3 puntos.
- Victoria 3-2: 2 puntos.
- Derrota 3-2: 1 punto.
- Derrota 3-0 o 3-1: 0 puntos.

## Equipos participantes
- Argentina
- Brasil
- Colombia
- Chile
- Perú
- Uruguay

## Resultado
Todos los horarios corresponden al huso horario local UTC -03:00.

## Campeón
| Argentina           |
| Campeón             |
| Argentina 4° título |

## Posiciones finales
| Pos | Equipo    |
| --- | --------- |
|     | Argentina |
|     | Brasil    |
|     | Colombia  |
| 4   | Chile     |
| 5   | Perú      |
| 6   | Uruguay   |

## Clasificados alCampeonato Mundial de Voleibol Masculino Sub-21 de 2017
| Bandera de Argentina |
| Argentina            |